# Złoty Potok (dopływ Łapszanki)
Złoty Potok – potok, dopływ Łapszanki. Jego zlewnia znajduje się na południowych stokach Pienin Spiskich w obrębie wsi Łapsze Niżne w województwie małopolskim, w powiecie nowotarskim, w gminie Łapsze Niżne.
Potok wypływa u północno-wschodnich podnóży Ostrej Góry i płynie w północno-wschodnim kierunku. U podnóży stoku przełęczy Ślepcza (Ślipce) zmienia kierunek na południowo-wschodni i płynie dnem doliny między Barwinkową i jej południowo-wschodnim grzbietem, a Ostrą Górą i Szubieniczną Górą. Na wysokości 550 m uchodzi do Łapszanki jako jej lewy dopływ. Ma długość około 2,5 km i kilka niewielkich dopływów.